# Kwarsa
Kwarsa (ros. Кварса) – wieś (dieriewnia) w Rosji, w Udmurcji, w rejonie wotkińskim. W 2021 liczyła 1613 mieszkańców.